# Lint (software)
Lint je původně pro označení pro software vytvořený v sedmdesátých letech dvacátého století pro statickou analýzu kódu v programovacím jazyce C na operačním systému Unix za účelem nalezení programátorských chyb, stylistických chyb a pochybných programátorských konstrukcí.
Obecněji (a někdy pod označením linter) se jedná o obecné označení pro jeho nástupce, tedy programátorské nástroje se stejným účelem. Ty nezřídka používají slovo lint jako součást svého jména, například Pylint, PC-Lint, JSLint (pro JavaScript), Splint nebo CSS Lint.
Původní Lint vyvinul Stephen C. Johnson, když pracoval v Bellových laboratořích na yaccové gramatice pro Céčko a narážel na problémy, které vyplynuly z portování Unixu na 32bitovou architekturu. Název lint odvodil z běžného anglického slova lint, které označuje textilní prach tvořící na látce žmolky.